# 2-萘甲酰氯
2-萘甲酰氯是一种有机化合物，化学式为C11H7ClO，它是1-萘甲酰氯的同分异构体。它可由2-萘甲酸和草酰氯在二甲基甲酰胺催化下于二氯甲烷中反应制得。它和三甲基乙炔基硅烷在氯化铝催化下反应，可以得到1-(2-萘基)-2-丙炔酮。